# Ын, Мэри
Мэри Ын (англ. Mary Ng; иер. трад. 伍鳳儀, упр. 伍凤仪, ютпхин: Ng5 Fung6-yi4, кант.-рус.: Ын Фунъи, пиньинь: Wǔ Fèngyí, палл.: У Фэнъи; род. 16 декабря 1969, Гонконг) — канадский политический и государственный деятель. Член Либеральной партии. Министр внешней торговли, поддержки экспорта и экономического развития Канады (2023—2025).
В прошлом — министр малого предпринимательства, поддержки экспорта и внешней торговли Канады (2019—2021), министр малого предпринимательства и поддержки экспорта Канады (2018—2019), министр внешней торговли, поддержки экспорта, малого предпринимательства и экономического развития (2021—2023).

## Биография
Иммигрировала со своей семьёй из Гонконга в Канаду.
Работала в Ontario Public Service, Университете Райерсона и министерстве образования Онтарио. Позже она занимала должность директора по назначениям (Director of Appointments) премьер-министра Джастина Трюдо.
3 апреля 2017 года победила на дополнительных выборах в округе Маркэм-Торнхилл (провинция Онтарио) и стала депутатом Палаты общин от Либеральной партии. Начиная свою предвыборную кампанию, избрала главным консультантом бывшего министра провинции Онтарио Майкла Чана, в связи с чем организация «Торонтцы вместе с Гонконгом» (Torontonians Stand With Hong Kong) высказывала свою озабоченность по поводу возможной прокитайской ориентации Ын, поскольку ещё в 2010 году Канадская служба разведки и безопасности официально известила правительство Онтарио, что Чан имеет необычайно близкие контакты с китайским консульством в Торонто и может находиться под влиянием властей КНР. 21 октября 2019 года по итогам очередных парламентских выборов победила в прежнем округе (основным соперником стал консерватор Алекс Юань, получивший 15 401 голос против 23 826 у Ын). 20 сентября 2021 года состоялись досрочные парламентские выборы, которые принесли Ын в её прежнем округе более уверенную победу: теперь она заручилась поддержкой 61,5 % избирателей, а не 53 %, как в 2019 году. Её основной соперницей стала кандидатка консерваторов Мелисса Фелиан (Melissa Felian), которая добилась результата лишь 26,3 %.
18 июля 2018 года премьер-министр Джастин Трюдо произвёл кадровые перемещения в своём правительстве с основной целью обеспечения дальнейшей диверсификации внешней торговли Канады (75 % экспорта направлялось в США, но ввиду угроз президента Трампа разорвать соглашение NAFTA и введения ограничительных мер на импорт из Канады финансовое положение экспортёров ухудшилось). Мэри Ын получила портфель министра по делам малого предпринимательства и новый портфель — министра поддержки экспорта, заявив, что США остаются важнейшим торговым партнёром страны, но она состоит также в четырнадцати внешнеторговых соглашениях с участием 51 государства и намерена сполна использовать эти возможности. 20 ноября 2019 года Трюдо произвёл новые кадровые перемещения в правительстве, вследствие которых Ын в дополнение к уже имеющимся у неё обязанностям получила в своё ведение также вопросы внешней торговли. 26 октября 2021 года Мэри Ын стала министром внешней торговли, поддержки экспорта, малого предпринимательства и экономического развития Канады.
26 июля 2023 года в ходе серии кадровых перемещений в правительстве Трюдо функции министра малого предпринимательства были переданы от Мэри Ын новичку в Кабинете — Ричи Вальдес.
14 марта 2025 года при формировании правительства Карни не получила никакого назначения.
28 апреля 2025 года состоялись парламентские выборы, на которых Мэри Ын не выставила свою кандидатуру.